# Carmen Casero González
Carmen Casero González és una política espanyola del Partit Popular.
Nascuda a Tomelloso (província de Ciudad Real), es va llicenciar en dret per la Universitat Complutense de Madrid. Ha estat regidora de l'ajuntament de su localitat natal, on ha exercit les funcions de tinent d'alcalde i de portaveu del grup popular al consistori.
Membre de la executiva regional del Partit Popular de Castella-la Manxa, va ser diputada a les vii i viii legislatures (2007-2011 i 2011-2015, respectivament) de les Corts de Castella-la Manxa, elegida per la circumscripció de Ciudad Real. El 2012 va ser nomenada consellera de Treball i Economia de la Junta de Comunitats de Castella-la Manxa, prennent possessió el 25 de gener, al capdavant de competències abans exercides per Diego Valle Aguilar i Leandro Esteban.
Després de la sortida de María Dolores de Cospedal i del Partit Popular del govern regional de Castella-la Manxa el 2015, va ser recol·locada com a nova directora general del Treball Autònom, de l'Economia Social i de la Responsabilitat Social de les Empreses, dependent del Ministeri de Treball i Seguretat Social del Govern d'Espanya.